# Frederick William Franz

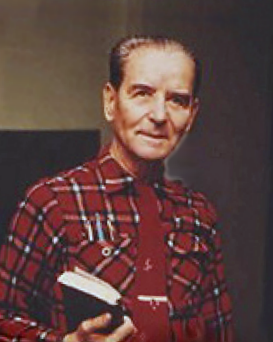
Frederick William Franz

Frederick William Franz (Covington (Kentucky), 12 september 1893 – New York, 22 december 1992) was de vierde president van het Wachttoren-, Bijbel- en Traktaatgenootschap, in die periode de officiële naam van het kerkgenootschap van Jehova's getuigen.

## Biografie
Franz was zoon van Duitse ouders en werd opgevoed als lid van de Lutherse Kerk, maar bezocht om praktische redenen een Katholieke parochieschool en diensten in een Katholieke kerk. Via zijn oudere broer Albert kwam hij in aanraking met de leer van Charles Taze Russell. Destijds studeerde hij alfawetenschappen aan de Universiteit van Cincinnati om zich erop voor te bereiden presbyteriaans predikant te worden. Maar in plaats van predikant te worden, trad hij uit de Presbyteriaanse Kerk en verbond zich met de Bible Students (Bijbelonderzoekers), zoals Jehova's getuigen toen werden genoemd. Hij leerde Russell persoonlijk kennen op de dag vóór de première van het "Fotodrama der Schepping" in de Music Hall op zondag 4 januari 1914. Op 5 april 1914 werd hij gedoopt en het jaar daarop verliet hij de universiteit en werd colporteur (pionier).
Op 1 juni 1920 werd hij een lid van de Bethelfamilie in Brooklyn. Al gauw werd hij het hoofd van de colporteursafdeling en in 1926 werd hij overgeplaatst naar de redactionele afdeling. In 1945 verving hij Hayden C. Covington als vicepresident van het Wachttorengenootschap. Omdat hij in zijn twee jaar studie aan de Universiteit van Cincinnati  ook onderwijs in Grieks had gekregen en zelfstudie Hebreeuws had verricht, was hij het meest geschikt om een eigen vertaling van de Bijbel ter hand te nemen: de Nieuwewereldvertaling.
Na verloop van tijd werd Franz bepalend als het ging om wijzigingen in de leer van Jehova's getuigen. Omdat dit nogal eens grillig verliep en niet geheel transparant qua onderbouwing, werd hij door insiders het "orakel" genoemd. Toen Nathan H. Knorr overleed in 1977, volgde Franz hem op als president, in welke functie hij tot aan zijn dood heeft gediend. Hij werd opgevolgd door Milton George Henschel.
Frederick Franz was de oom van Raymond Franz.

## Karakter en opvattingen
Franz wordt beschreven als een excentriek persoon, "een ascetische, vriendelijke man, met een innemend gevoel voor humor en de gave van zelfspot. ... Hij was zo wereldvreemd als Knorr zakelijk was. ... Het werd als een eer beschouwd op zijn spartaanse kamer te worden uitgenodigd." Hij werd op de gangen van het Wachttorengenootschap regelmatig aangetroffen in badjas en slippers, droeg vaak sokken die niet bij elkaar hoorden en flamboyante stropdassen. Franz was klein van stuk en levendig in zijn doen en laten. In zijn bejegening van anderen was hij doorgaans benaderbaar en vriendelijk, tenminste zolang zijn opvattingen niet in twijfel werden getrokken. Want, in tegenstelling tot zijn prettige uitstraling, was Franz niet minder autoritair dan Rutherford of Knorr. Uiteindelijk werd hij alleen door Rutherford overtroffen in het creëren van een aura van bijna mythische autoriteit van het pesidentschap van het Wachttorengenootschap, de directieraad en later het Besturend Lichaam.
Franz' allegorische interpretaties van profetische "typen" waren vaak verward, bombastisch en onnodig persoonlijk. In navolging van Rutherford gebruikte Franz Bijbelse "typen" en allegorieën om historische gebeurtenissen, doctrines en gebruiken van Jehova's getuigen te verklaren, zonder daarbij logisch consistent te zijn. Door zijn invloed op het doctrinaire corpus van Jehova's getuigen, heeft Franz een stelsel geconstrueerd dat zo bizar was, dat hij vrijwel ieder deel van de Bijbel kon gebruiken om ieder willekeurige doctrine te onderbouwen. Franz was een krachtige, soms bombastische spreker. Zijn openbare toespraken bevatten soms gênante passages. Op een internationaal congres in 1958, voor een publiek van meer dan een kwart miljoen personen, vergeleek hij tienermeisjes bijvoorbeeld met tochtige koeien.
Geschiedenis van het christendom · christendom van A tot Z